# Jean Guillou
Jean Victor Arthur Guillou, född 18 april 1930 i Angers i Maine-et-Loire, död 26 januari 2019 i Paris, var en fransk kompositör, musiker och musikpedagog.

## Biografi
Guillou studerade vid Conservatoire de Paris för Marcel Dupré, Maurice Duruflé och Olivier Messiaen. År 1958 erhöll han en professur i orgel och komposition vid Instituto de Musica Sacra i Lissabon. Han återvände till Paris där han tillträdde en post som organist vid Saint-Eustache 1963. Guillous verk sträcker sig från symfonier, piano- och orgelkonserter till kammarmusik.
Jean Guillou gjorde mer än 100 inspelningar för olika skivbolag, framför allt Schotts musikförlag. Han arbetade som musikpedagog i över 40 år.
I Zürich undervisade Guillou på master class-nivå som professor i orgelinterpretation och orgelimprovisation mellan 1970 och 2005.
Han var även flitigt anlitad som konsult i samband med orgelbyggen.

## Verkförteckning (utdrag)

### Orgelverk
- Fantaisie op. 1 (1954)
- 18 Variations (1956)
- Sinfonietta (1958)
- Ballade Ossianique ("Temora") op. 8 (1962)
- Toccata (1963)
- Sagas Nos. 1-6 (1970)
- Ballade Ossianique No. 2 ("Les Chants de Selma") (1971)
- La Chapelle des Abîmes efter Julien Gracq (1973)
- Scènes d'enfant efter "The Turn of the Screw" av Henry James (1974)
- Orpheus symfonisk dikt (1976)
- Fantasi och fuga på namnet "B-A-C-H" (1977)
- Tavlor på en utställning transkription för orgel (1988)
- Säya (l'Oiseau Bleu) poem efter en koreansk folksång (1993)
- Alice au pays de l'orgue för orgel och recitation (1995)
- Instants (1998)
- Pièces furtives (1998)
- Hymnus (2008)
- Regard (2011)
- Enfantines (2012)

### Orgel och andra instrument
- Colloque No. 2 för orgel och piano, op. 11 (1964)
- L'Infinito för orgel och bas (1965)
- Colloque No. 4 för orgel, piano och slagverk (1966)
- Intermezzo för flöjt och orgel (1969)
- Colloque No. 5 op. 19 för piano och orgel (1969)
- Concerto pour violon et orgue konsert för violin och orgel op. 37 (1982)
- L'Ébauche d'un souffle konsert för trumpet och orgel (1985)
- Fête för klarinett och orgel (1995)
- Missa Interrupta för sopran, orgel, stråkkvintett, slagverk och kör (1995)
- Colloque No. 7 för piano och orgel
- Colloque No. 8 för marimba och orgel (2002)
- La Révolte des Orgues för 9 orglar (8 orgelpositiv och en stor orgel samt slagverk (2007)
- Colloque No. 9 för orgel och panflöjt (2009)
- Répliques för stor orgel och orgelpositiv (2009)
- Colloque N. 10 för 7 trumpeter, orgel och slagverk (2016)

### Orgel och sång
- Andromeda för sopran och orgel (1984)
- Peace för 8-stämmig blandad kör och orgel (1985)

### Körverk
- Aube för 12-stämmig blandad kör

### Orkesterverk
- Inventions för orgel och orkester (1960)
- Concerto héroïque för orgel och orkester (1963)
- Concerto N° 3 för orgel och stråkorkester (1965)
- Judith Symphonie (Symphonie No 1) för mezzosopran och orkester (1970)
- Concerto Grosso för orkester (1978)
- Concerto No. 5 ("Le Roi Arthur") för orgel och stråkkvintett (1979/2010)
- Concerto No. 2 för piano och orkester (1986)
- Concerto pour Trombone för trombon, stråkorkester och slagverk (1990)
- Fantaisie concertante för violoncell och orkester (1991/2010)
- Écho för kör och liten orkester (1999)
- Concerto 2000 för orgel och symfoniorkester (2000)
- Concerto No. 6 för orgel och symfoniorkester (2002)
- Concerto No. 7 för orgel och orkester (2006)

### Kammarmusik
- Augure för piano op. 61 (1953)
- Colloque No. 1 för flöjt, oboe, violin och piano (1956)
- Toccata (transkiption för piano) (1962)
- Quatuor för oboe och stråktrio
- Cantiliana för flöjt, violin och piano
- Deux Pièces : Nocturne et Impromptu för piano (1967)
- Co-incidence för violin (1996)
- Epitases  för 2 pianon
- Impulso för flöjt (2009)
- Poème för fyrhändigt piano och slagverk (2012)